# Guglielmo di Hohenzollern-Sigmaringen
Guglielmo di Hohenzollern-Sigmaringen (in tedesco Wilhelm Fürst von Hohenzollern) (Düsseldorf, 7 marzo 1864 – Sigmaringen, 22 ottobre 1927) fu capo della casa di Hohenzollern-Sigmaringen dal 1905 fino alla sua morte.

## Biografia

### Infanzia
Suo padre era il principe Leopoldo di Hohenzollern-Sigmaringen, figlio maggiore del principe Carlo Antonio di Hohenzollern-Sigmaringen e della principessa Giuseppina di Baden; sua madre era Antonia di Braganza, nata infanta di Portogallo, figlia della regina Maria II di Portogallo e del re consorte Ferdinando II.
Guglielmo era fratello maggiore del futuro re Ferdinando I di Romania e, tra i suoi cugini di primo grado della linea materna, si ricordano Carlo I di Portogallo, l'infante Alfonso di Porto, Federico Augusto III di Sassonia e la principessa Maria Giuseppina di Sassonia.

### Primo matrimonio
Il 27 giugno 1889 Guglielmo sposò la principessa Maria Teresa di Borbone-Due Sicilie, contessa di Trani, figlia del principe Luigi di Borbone-Due Sicilie e della duchessa Matilde di Baviera.

### Principe di Hohenzollern-Sigmaringen

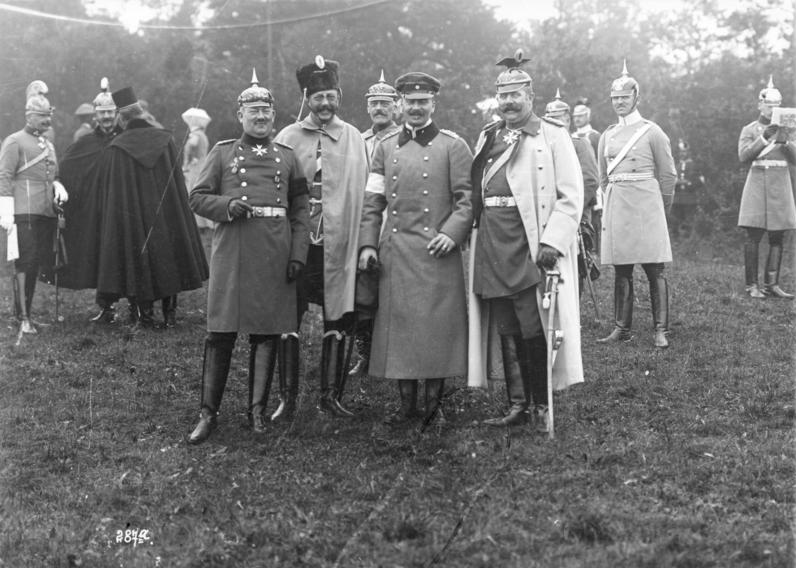
Fotografia del 1909: da sinistra a destra Guglielmo di Hohenzollern-Sigmaringen, l'arciduca Francesco Salvatore d'Asburgo-Toscana, il duca di Meclemburgo ed il principe ereditario austriaco Francesco Ferdinando d'Asburgo-Este

Guglielmo succedette al padre come capo della famiglia Hohenzollern-Sigmaringen, il ramo della famiglia Hohenzollern rimasto fedele al cattolicesimo, l'8 giugno del 1905.

### Secondo matrimonio
Sua moglie morì il 1º marzo del 1909 ed egli, il 20 gennaio del 1915, si sposò una seconda volta con la principessa Adelgonda di Baviera (1870-1958), figlia del re Luigi III di Baviera (1845-1921) e della regina Maria Teresa Enrichetta d'Asburgo-Este (1849-1919), nata arciduchessa d'Austria.

Da questo matrimonio non ebbe figli.

### Ultimi anni e morte
Il suo titolo nobiliare venne effettivamente abolito con il crollo dell'Impero tedesco nel 1918, ma egli continuò ad usarlo anche dopo.
Il Principe morì il 22 ottobre 1927 a Sigmaringen.

## Discendenza
Guglielmo e Maria Teresa di Borbone-Due Sicilie, sua prima moglie, ebbero:
- Augusta Vittoria, nata a nel 1890 e morta nel 1966; sposò Manuele II del Portogallo e, in seconde nozze, Roberto, conte di Douglas;
- Federico Vittorio, nato nel 1891 e morto nel 1966; sposò Margherita Carola di Sassonia, figlia di Federico Augusto III di Sassonia;
- Francesco Giuseppe nato nel 1891 e morto nel 1964; sposò Maria Alice di Sassonia, figlia di Federico Augusto III di Sassonia.

## Ascendenza
|                                           |                                       |                                                 | Genitori                                 |  |  | Nonni |  |  | Bisnonni                          |  |  | Trisnonni                                 |  |
|                                           |                                       |                                                 |                                          |  |  |       |  |  | Carlo di Hohenzollern-Sigmaringen |  |  | Antonio Luigi di Hohenzollern-Sigmaringen |  |
|                                           |                                       |                                                 |                                          |  |  |       |  |  | Carlo di Hohenzollern-Sigmaringen |  |  | Antonio Luigi di Hohenzollern-Sigmaringen |  |
|                                           |                                       | Amalia Zefirina di Salm-Kyrburg                 |                                          |  |  |       |  |  | Carlo di Hohenzollern-Sigmaringen |  |  |                                           |  |
| Carlo Antonio di Hohenzollern-Sigmaringen |                                       |                                                 |                                          |  |  |       |  |  | Carlo di Hohenzollern-Sigmaringen |  |  |                                           |  |
|                                           |                                       | Maria Antonietta Murat                          | Pierre Murat                             |  |  |       |  |  |                                   |  |  |                                           |  |
|                                           |                                       | Maria Antonietta Murat                          | Pierre Murat                             |  |  |       |  |  |                                   |  |  |                                           |  |
|                                           |                                       | Maria Antonietta Murat                          | Louise d'Astorg                          |  |  |       |  |  |                                   |  |  |                                           |  |
| Leopoldo di Hohenzollern-Sigmaringen      |                                       | Maria Antonietta Murat                          |                                          |  |  |       |  |  |                                   |  |  |                                           |  |
|                                           |                                       | Carlo II di Baden                               | Carlo Luigi di Baden                     |  |  |       |  |  |                                   |  |  |                                           |  |
|                                           |                                       | Carlo II di Baden                               | Carlo Luigi di Baden                     |  |  |       |  |  |                                   |  |  |                                           |  |
|                                           |                                       | Carlo II di Baden                               | Amalia d'Assia-Darmstadt                 |  |  |       |  |  |                                   |  |  |                                           |  |
| Giuseppina di Baden                       |                                       | Carlo II di Baden                               |                                          |  |  |       |  |  |                                   |  |  |                                           |  |
|                                           |                                       | Stefania di Beauharnais                         | Claude de Beauharnais                    |  |  |       |  |  |                                   |  |  |                                           |  |
|                                           |                                       | Stefania di Beauharnais                         | Claude de Beauharnais                    |  |  |       |  |  |                                   |  |  |                                           |  |
|                                           |                                       | Stefania di Beauharnais                         | Claudine Françoise de Lezay              |  |  |       |  |  |                                   |  |  |                                           |  |
| Guglielmo di Hohenzollern-Sigmaringen     |                                       | Stefania di Beauharnais                         |                                          |  |  |       |  |  |                                   |  |  |                                           |  |
|                                           | Ferdinando di Sassonia-Coburgo-Kohary | Francesco Federico di Sassonia-Coburgo-Saalfeld |                                          |  |  |       |  |  |                                   |  |  |                                           |  |
|                                           | Ferdinando di Sassonia-Coburgo-Kohary | Francesco Federico di Sassonia-Coburgo-Saalfeld |                                          |  |  |       |  |  |                                   |  |  |                                           |  |
|                                           | Ferdinando di Sassonia-Coburgo-Kohary | Augusta di Reuss-Ebersdorf                      |                                          |  |  |       |  |  |                                   |  |  |                                           |  |
| Ferdinando II del Portogallo              | Ferdinando di Sassonia-Coburgo-Kohary |                                                 |                                          |  |  |       |  |  |                                   |  |  |                                           |  |
|                                           |                                       | Maria Antonia di Koháry                         | Federico Giuseppe di Koháry              |  |  |       |  |  |                                   |  |  |                                           |  |
|                                           |                                       | Maria Antonia di Koháry                         | Federico Giuseppe di Koháry              |  |  |       |  |  |                                   |  |  |                                           |  |
|                                           |                                       | Maria Antonia di Koháry                         | Maria Antonietta di Waldstein-Wartenberg |  |  |       |  |  |                                   |  |  |                                           |  |
| Antonia di Braganza                       |                                       | Maria Antonia di Koháry                         |                                          |  |  |       |  |  |                                   |  |  |                                           |  |
|                                           |                                       | Pietro IV del Portogallo                        | Giovanni VI del Portogallo               |  |  |       |  |  |                                   |  |  |                                           |  |
|                                           |                                       | Pietro IV del Portogallo                        | Giovanni VI del Portogallo               |  |  |       |  |  |                                   |  |  |                                           |  |
|                                           |                                       | Pietro IV del Portogallo                        | Carlotta Gioacchina di Borbone-Spagna    |  |  |       |  |  |                                   |  |  |                                           |  |
| Maria II del Portogallo                   |                                       | Pietro IV del Portogallo                        |                                          |  |  |       |  |  |                                   |  |  |                                           |  |
|                                           |                                       | Maria Leopoldina d'Asburgo-Lorena               | Francesco II d'Asburgo-Lorena            |  |  |       |  |  |                                   |  |  |                                           |  |
|                                           |                                       | Maria Leopoldina d'Asburgo-Lorena               | Francesco II d'Asburgo-Lorena            |  |  |       |  |  |                                   |  |  |                                           |  |
|                                           |                                       | Maria Leopoldina d'Asburgo-Lorena               | Maria Teresa di Borbone-Due Sicilie      |  |  |       |  |  |                                   |  |  |                                           |  |
|                                           |                                       | Maria Leopoldina d'Asburgo-Lorena               |                                          |  |  |       |  |  |                                   |  |  |                                           |  |